# اچ‌ام‌اس منچستر (۱۵)
اچ‌ام‌اس منچستر (۱۵) (به انگلیسی: HMS Manchester (15)) یک کشتی بود که طول آن ۵۹۱ فوت ۶ اینچ (۱۸۰٫۲۹ متر) بود. این کشتی در سال ۱۹۳۷ ساخته شد.